# فرد بولوك
فرد بولوك (بالإنجليزية: Fred Bullock)‏ هو لاعب كرة قدم بريطاني (وحمل سابقاً جنسية المملكة المتحدة لبريطانيا العظمى وأيرلندا) في مركز الظهير، ولد في 1 يوليو 1886 في هاونزلو في المملكة المتحدة، وتوفي في 14 نوفمبر 1922 في هدرسفيلد في المملكة المتحدة بسبب تسمم. شارك مع منتخب إنجلترا لكرة القدم. أما مع النوادي، فقد لعب مع ليدز يونايتد ونادي برينتفورد وهدرسفيلد تاون ومنتخب إنجلترا الوطني لكرة القدم للهواة ‏ وIlford F.C. ‏ ونادي هونسلو ‏.

## وصلات خارجية
- فرد بولوك على موقع ناشيونال فوتبول تيمز (الإنجليزية)